# یو هایاشی
یو هایاشی (انگلیسی: Yū Hayashi; ۲ آوریل ۱۹۸۳ – ) صداپیشه، خواننده، و بازیگر خردسال اهل ژاپن بود.